# N914 (België)
De N914 is een gewestweg in de Belgische provincie Namen. Deze weg vormt de verbinding tussen Graide en Bohan nabij de Franse grens, waar de weg verder loopt als de D31 naar Monthermé.
De totale lengte van de N914 bedraagt ongeveer 21,5 kilometer.

## Plaatsen langs de N914
- Graide
- Monceau-en-Ardenne
- Petit-Fays
- Vresse-sur-Semois
- Membre
- Bohan